# Camille Moreau-Nélaton
Pour les articles homonymes, voir Moreau-Nélaton et Nélaton.
Marie Camille Nélaton dite Camille Moreau-Nélaton, née le 17 août 1840 à Paris et morte le 4 mai 1897 à Paris 8e lors de l’incendie du Bazar de la Charité, est une artiste peintre et céramiste française.
Elle signe ses œuvres Camille Moreau.

## Biographie

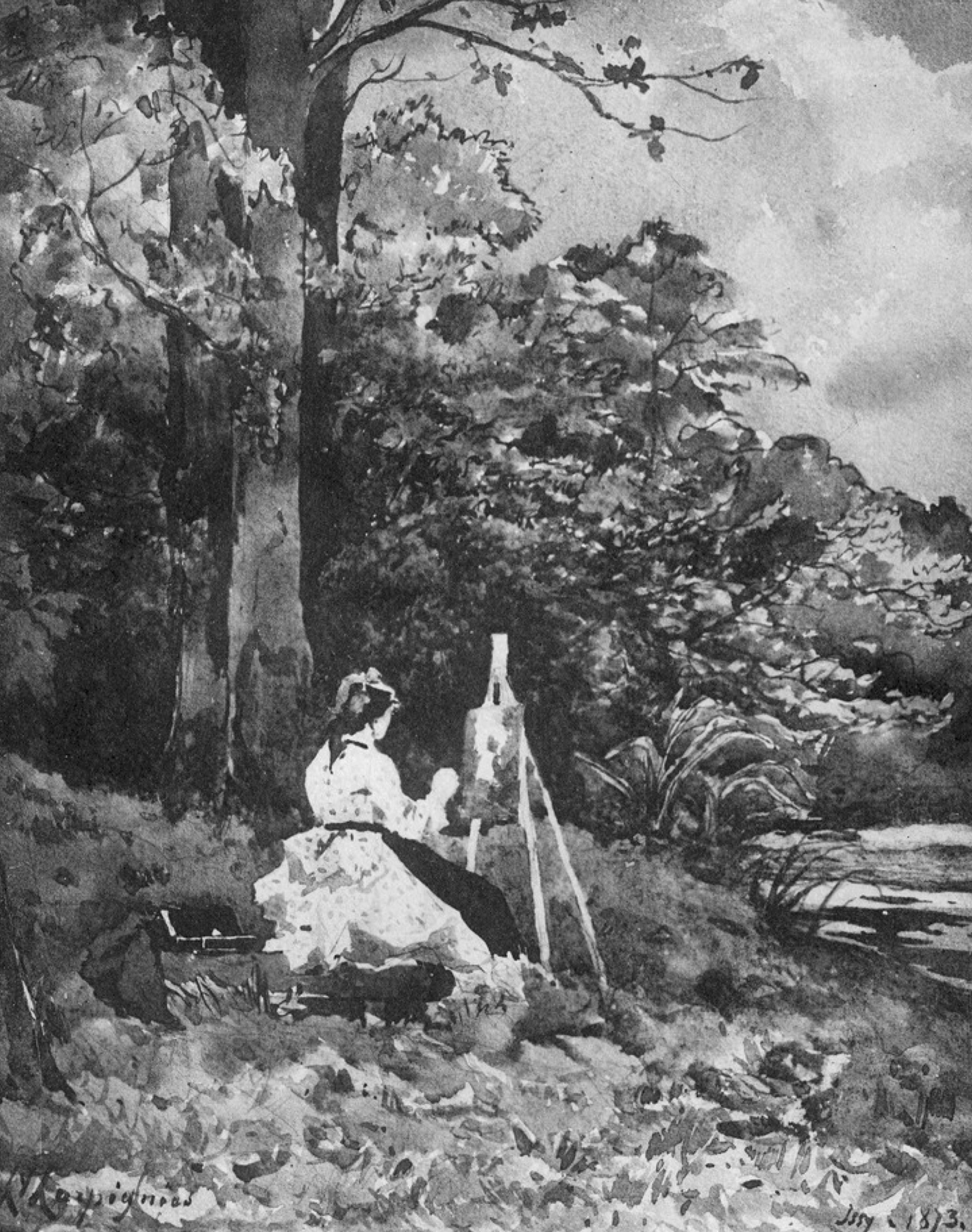
Camille Moreau-Nélaton, peinte devant son chevalet dans un décor naturel, par Henri Harpignies (peintre de l'école de Barbizon)

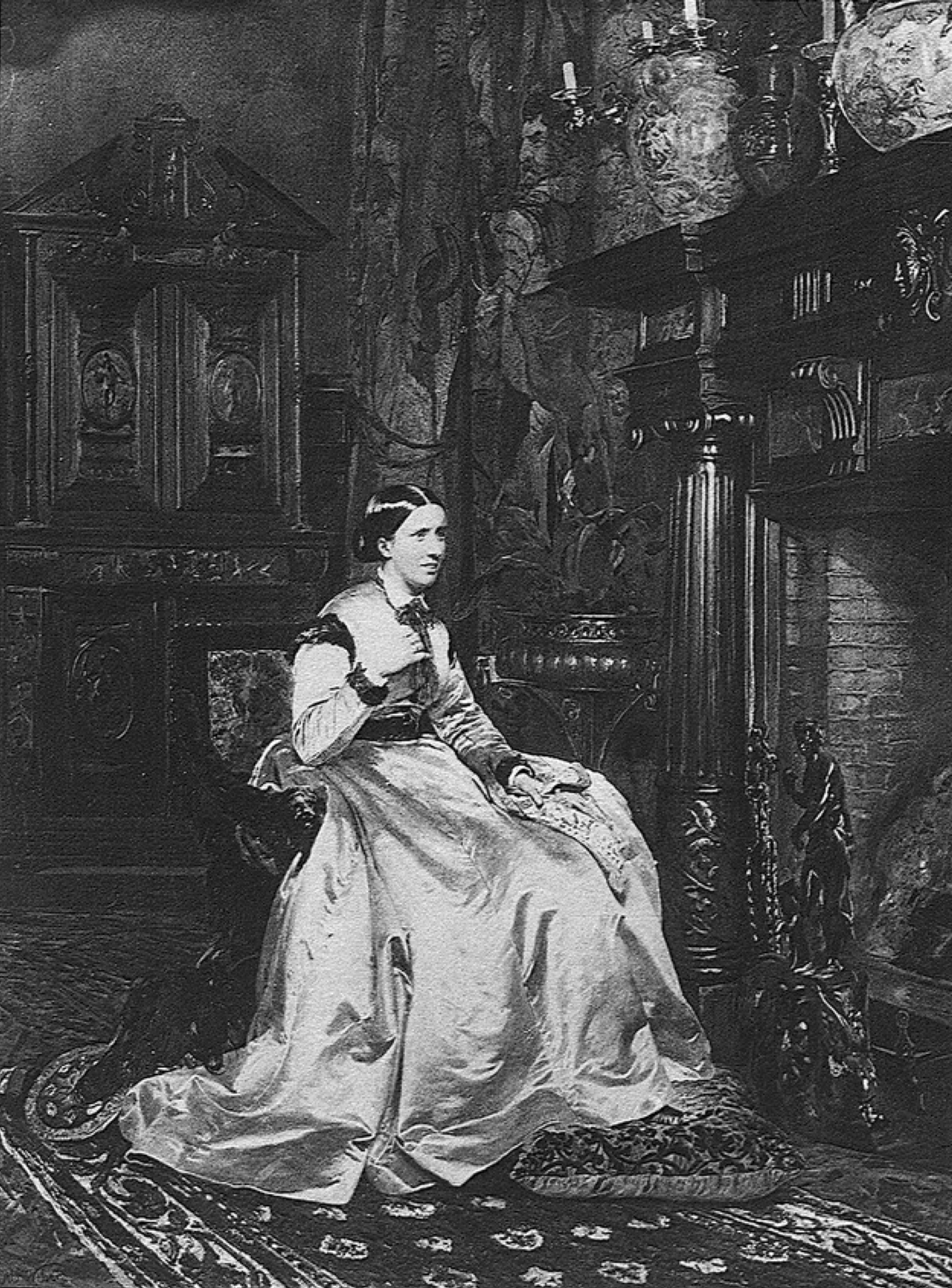
Portrait de Camille Moreau-Nélaton, assise, par Otto Weber

Fille aînée d'Auguste Nélaton (1807-1873), chirurgien personnel de l'empereur Napoléon III, sénateur impérial en 1868 et de son épouse Pauline Hélius (1818-1898), Camille Nélaton appartient a une fratrie composée de : Louise Émile Céline (1842-1851), puis Adéle Juliette (1844-1915), artiste peintre (épouse d'Octave Jules Joly de Bammeville et en secondes noces d'Alexis Gustave Revenaz), puis de son frère Charles (1851-1911), chirurgien, et enfin de Marguerite (née en 1855).
Elle prend des cours de dessins et peinture auprès d'Auguste Bonheur, le frère de Rosa Bonheur, et elle peint les mêmes sujets que cette dernière. Elle rencontre chez Théodore Deck une autre femme peintre, Éléonore Escallier (1827-1888).
En 1858, elle épouse Adolphe Moreau fils (1827-1882), conseiller d'État et collectionneur, qui va l'encourager et même l'assister dans ses créations.
Elle expose ses huiles sur toile au Salon de 1865 à 1881.
Elle connaît un large succès avec ses faïences, exécutées à partir de terre de Bourg-la-Reine, ainsi que des céramiques, qui sont recherchées par les collectionneurs français et étrangers de son vivant, comme Nathaniel de Rothschild. Dès 1860 elle s'imprègne du japonisme et fait partie de cette première génération de peintres sur faïence à signer leurs œuvres qui resteront au stade de la production artisanale : chaque pièce est unique. Un commentateur de l'exposition universelle de 1878 écrit : « Madame Moreau est un simple amateur, une bourgeoise, comme disent les artistes avec un certain air. » Néanmoins, quand on découvre l'ensemble de ces créations, grâce à l'hommage rendu par son fils dans un ouvrage illustré de reproductions photographiques publié en 1899 chez Henri Floury, l'on peut mesurer l'étendue de son talent, l'influence très nette de motifs japonisants, dans le mélange entre animaux (poissons, perroquets), fleurs (chrysanthèmes, iris) et frises à caractère géométrique, ainsi que dans la forme de certains vases et vasques, qui, exécutés entre 1871 et 1878, préfigurent sans aucun doute l'explosion Art nouveau. Elle fut d'ailleurs exposée dans la première galerie fondée par Siegfried Bing, appelée « L'Art japonais ». Ses œuvres céramiques, rarissimes, sont extrêmement recherchées.
Elle meurt dans l'incendie du Bazar de la Charité à Paris, en compagnie de sa bru, Edmée Braun, épouse de son fils Étienne Moreau-Nélaton. Elle est inhumée à Paris au cimetière de Montmartre (17e division) dans une chapelle, partie basse de la division, contre le mur qui fait la séparation avec la partie haute, avec des membres de sa famille.

## Collections publiques

### Céramiques
- Limoges, musée national de la porcelaine Adrien-Dubouché ;
- Paris :
  - musée des arts décoratifs ;
  - musée d'Orsay ;
- Sèvres, musée national de Céramique.
- Rouen, musée de la céramique de Rouen.

## Galerie

Céramiques de Camille Moreau-Nélaton
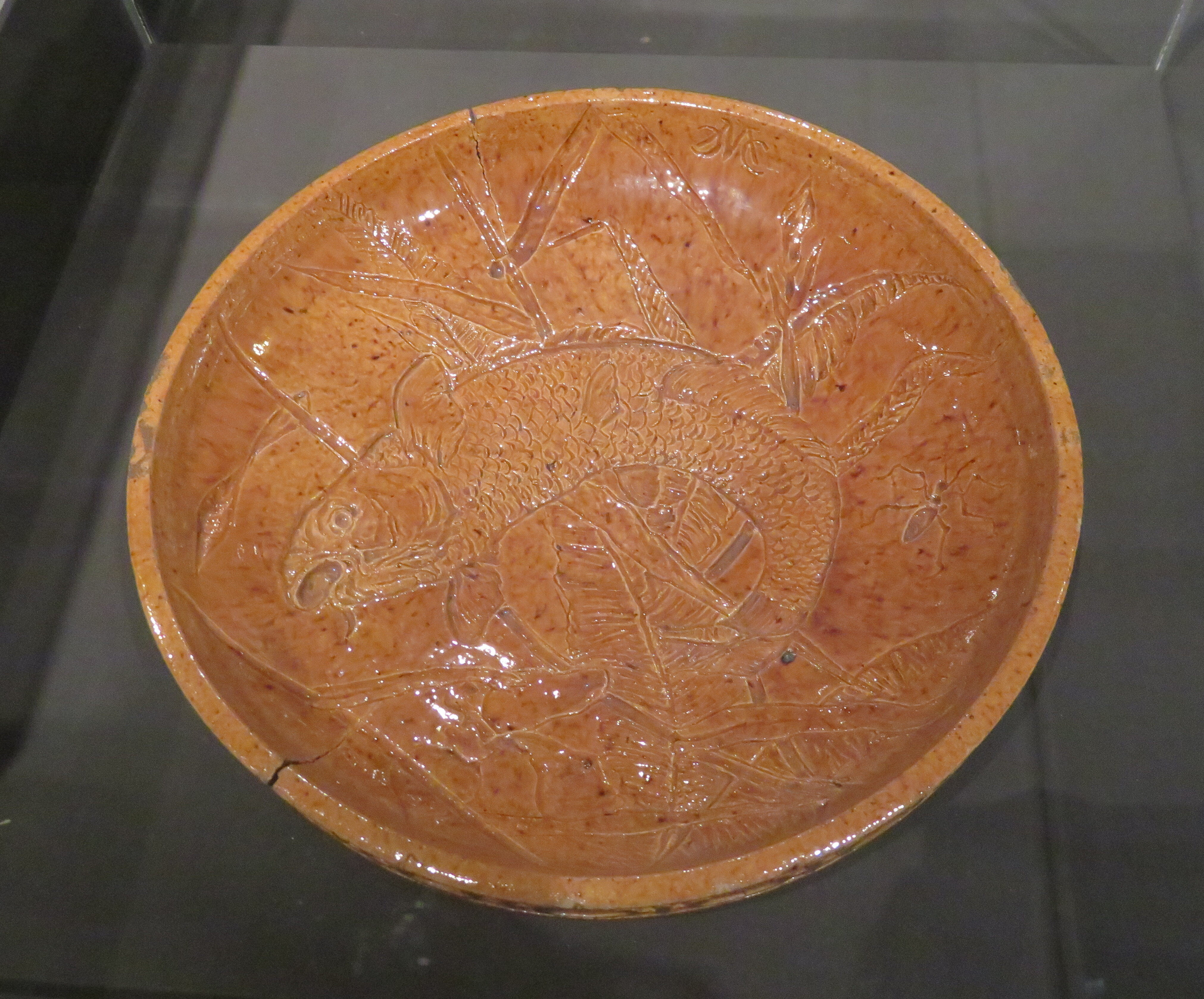
Plat « Carpe », 1876.
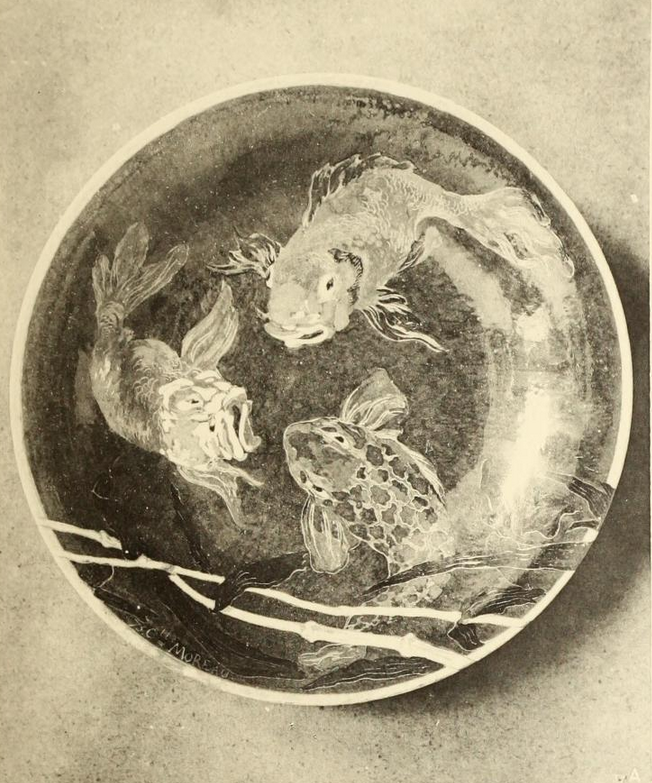
Plat, 1876[4].
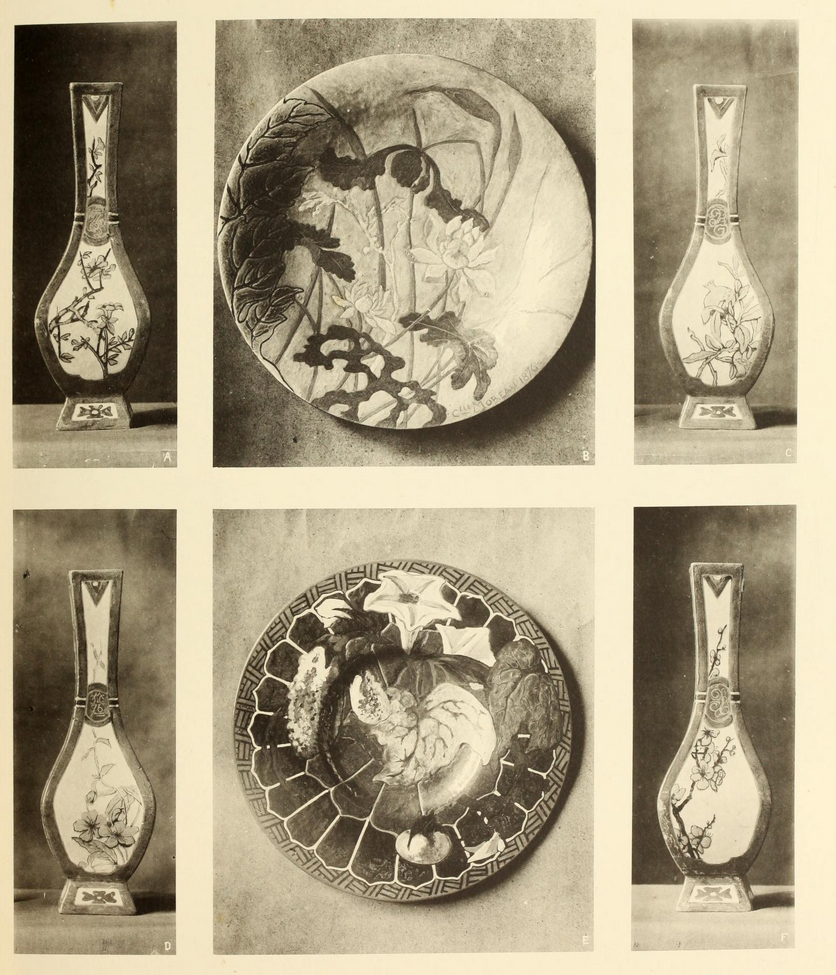
Plats et vases, 1876[4].
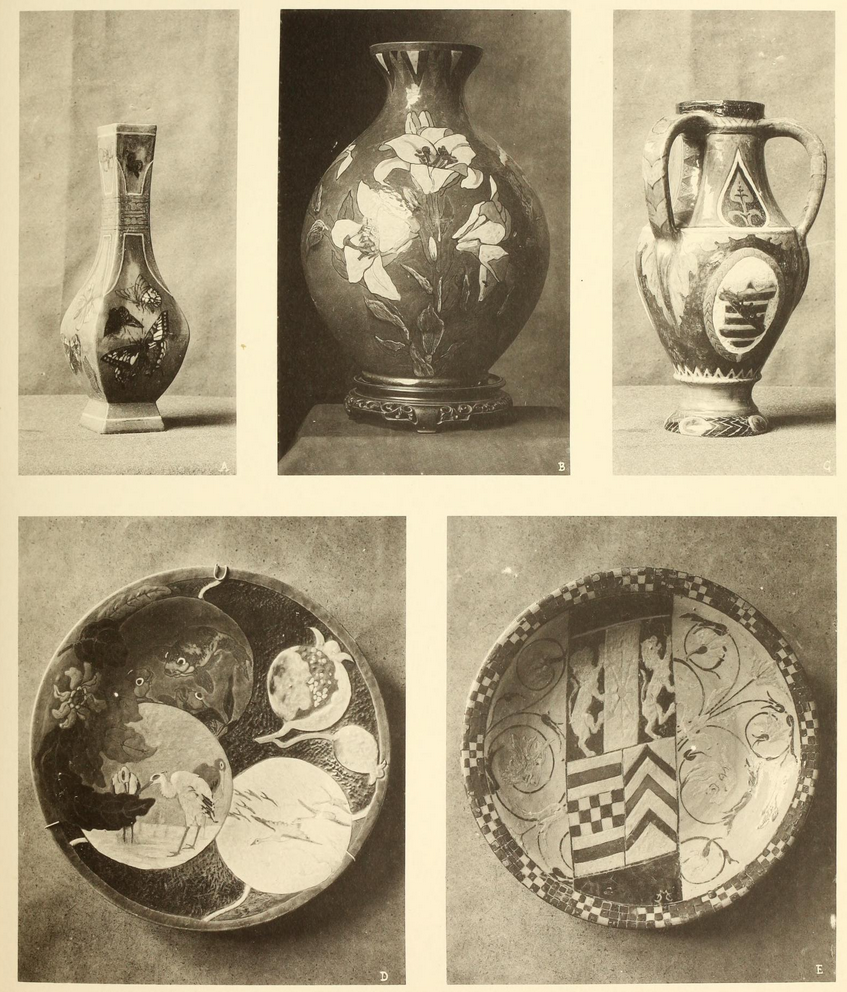
Plats et vases, 1877[4].
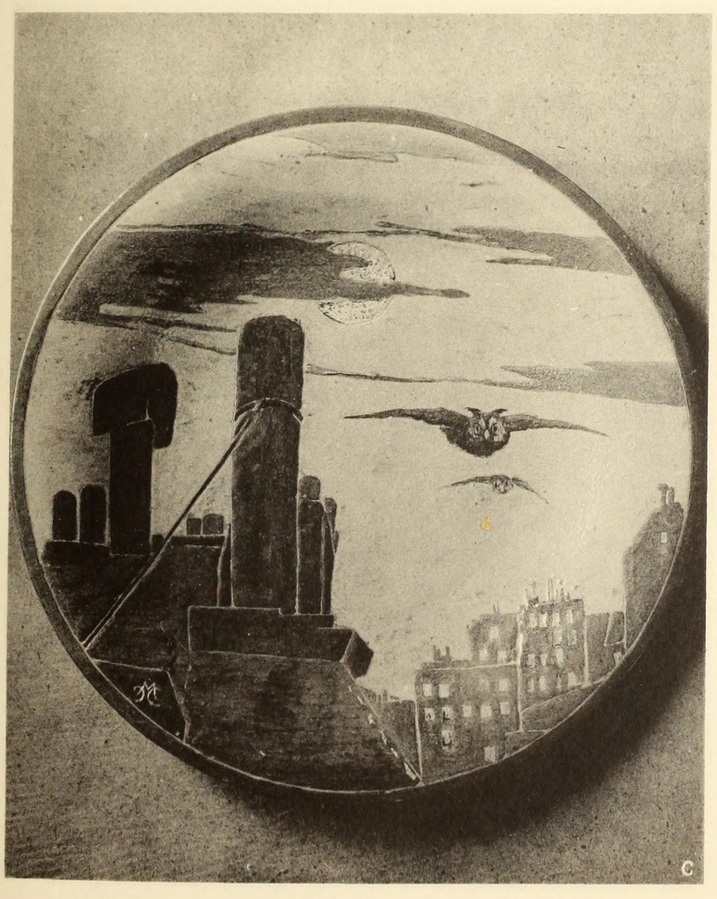
Plat avec motifs aux toits de Paris, 1886[4].
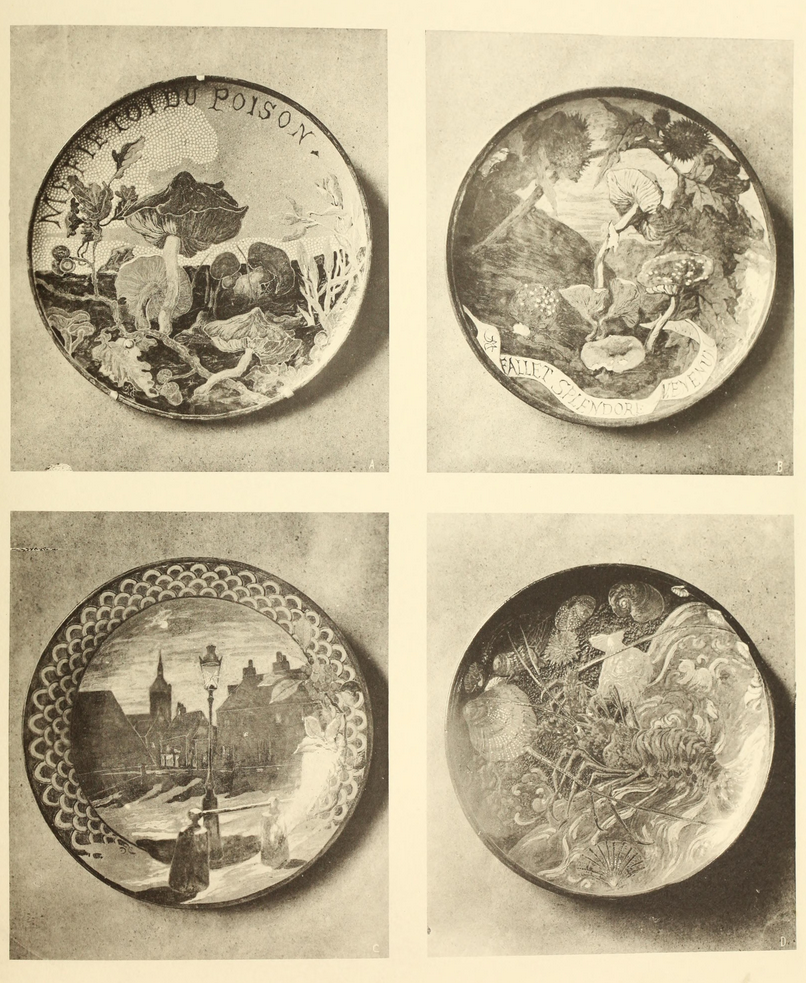
Plats et vases, 1896[4].

## Expositions
- Exposition universelle de 1878 ;
- 2e exposition Les Arts de la femme, Union centrale des arts décoratifs, Paris, Palais de l'industrie, avril-juin 1895 ;
- Tiffany & Co. à New York ;
- « Französische Keramik zwischen 1850 und 1910 », Cologne, Hanovre, Darmstadt, 1974-1975 ;
- « Japonisme, japonese influence on french art 1854-1910 », Cleveland, 1975 ;
- « L'Art en France sous le Second-Empire », Paris, Réunion des Musées nationaux, 1979 ;
- « Ukiyo-e prints and the impressionnist painters, meeting of the East and the West », Tokyo, Osaka, Fukuoka, 1979-1980 ;
- « Le Japonisme », Réunion des Musées nationaux, Paris, Tokyo, 1988.